# Mannheimer Liste
Die Mannheimer Liste – kurz ML (offiziell: Freie Wähler Mannheimer Liste e. V.) ist eine 1955 gegründete, eigenständige kommunalpolitische Wählervereinigung in der baden-württembergischen Stadt Mannheim.

## Geschichte
Vor der Oberbürgermeisterwahl 1955 überzeugten namhafte Mannheimer Persönlichkeiten wie Hermann Heimerich und Florian Waldeck den parteilosen Hans Reschke, in der traditionell von der SPD dominierten Stadt zur Wahl anzutreten. Es bildete sich ein Bürgerkomitee, das von CDU, FDP, BHE und DP getragen wurde. Nachdem Reschke die Wahl gewonnen hatte, kandidierten unabhängige Bürger aus der Überzeugung heraus, dass er auch im Gemeinderat Unterstützung brauchte, bei der Kommunalwahl 1956. 1959 wurde die Mannheimer Liste ein eingetragener Verein. Sie ist heute unter der Nummer VR 54 im Vereinsregister des Amtsgericht Mannheim eingetragen. Seit ihrer Gründung schaffte die Mannheimer Liste stets den Einzug in den Mannheimer Gemeinderat. Von 1961 bis 1976 konnte sie mit Otto Spuler und Walter Kübler je den für Finanzen zuständigen Bürgermeister stellen.
Bisherige Wahlergebnisse der Gemeinderatswahlen:
| Jahr    | 1956 | 1959 | 1962 | 1965 | 1968 | 1971 | 1975 | 1980 | 1984 | 1989 | 1994 | 1999 | 2004 | 2009 | 2014 | 2019 | 2024 |
| ------- | ---- | ---- | ---- | ---- | ---- | ---- | ---- | ---- | ---- | ---- | ---- | ---- | ---- | ---- | ---- | ---- | ---- |
| Prozent | 15,0 | 19,0 | 14,2 | 13,3 | 9,9  | 7,1  | 7,3  | 4,8  | 6,1  | 11,9 | 6,3  | 5,7  | 9,1  | 7,4  | 9,3  | 7,4  | 6,7  |
| Sitze   | 4    | 10   | 8    | 6    | 5    | 3    | 3    | 2    | 3    | 6    | 3    | 3    | 4    | 3    | 4    | 4    | 3    |

Überdurchschnittliche Stimmenanteile hatte die Mannheimer Liste bei der Kommunalwahl 2009 in den Stadtbezirken Schwetzingerstadt/Oststadt, Neuostheim/Neuhermsheim, Feudenheim und Rheinau. Bei der Kommunalwahl 2014 waren die Hochburgen die Stadtbezirke Neuostheim/Neuhermsheim, Waldhof, Wallstadt und Sandhofen.

## Vorstand
Der amtierende Vorstand wurde am 10. Oktober 2022 von der Mitgliederversammlung gewählt und setzt sich wie folgt zusammen:
Vorsitzende: Christiane Fuchs
Stellvertreter:  Veit Lehmann und Christiane Säubert
Schriftführer: Veit Lehmann
Schatzmeister: Thomas Steitz
Beisitzer: Aljoscha Kertesz, Sylvia Rolke, Ulrike Ginkel, Michael Kost, Florian von Gropper
Mitglieder kraft Amtes (Stadträte): Achim Weizel, Holger Schmid, Christopher Probst

## Gemeinderat
Die Mannheimer Liste ist seit ihrer Gründung stets im Gemeinderat der Stadt Mannheim vertreten. Derzeit hat sie drei Mitglieder und hat dadurch Fraktionsstatus. Der Fraktion gehören folgende Personen an:
Holger Schmid als Fraktionsvorsitzender, Christopher Probst als stv. Fraktionsvorsitzender und Achim Weizel. Fraktionsgeschäftsführer ist der ehemalige Bürgermeister von Altlußheim, Hartmut Beck. Die Leitung der Geschäftsstelle obliegt Christiane Busenbender.
Zudem verfügt die ML über insgesamt 17 Bezirksbeiräte aus den Stadtteilen, welche den Gemeinderat spezifisch über die Probleme in ihren jeweiligen Vororten informieren und zu diversen Belangen beraten.

## Kritik
- Nach dem Treffen von Rechtsextremisten in Potsdam im November 2023 finden in Deutschland Demonstrationen gegen Rechtsextremismus statt. An der Demonstration auf dem Alten Meßplatz in Mannheim Ende Januar 2024 war die Mannheimer Liste ebenfalls dabei, sie war jedoch nicht auf der Bühne vertreten und wurde dafür von Politik und Medien kritisiert.[18][19]